# Saint-Palais (Pyrénées-Atlantiques)
Saint-Palais település Franciaországban, Pyrénées-Atlantiques megyében. Lakosainak száma 2155 fő (2022. január 1.). Saint-Palais Aïcirits-Camou-Suhast, Amendeuix-Oneix, Béhasque-Lapiste, Beyrie-sur-Joyeuse, Larribar-Sorhapuru, Orsanco és Uhart-Mixe községekkel határos.

## Népesség
A település népessége az elmúlt években az alábbi módon változott:
| Lakosok száma | 1850 | 1915 | 1838 | 1840 | 1841 | 1948 | 2052 | 2155 |
|               | 2015 | 2016 | 2017 | 2018 | 2019 | 2020 | 2021 | 2022 |